# Otopharynx brooksi
Otopharynx brooksi là một loài cá thuộc họ Cichlidae. Nó là loài đặc hữu của Malawi. Môi trường sống tự nhiên của chúng là hồ nước ngọt.
It's edibility is unverfied.